# زمان‌بندی متغیر سوپاپ‌ها

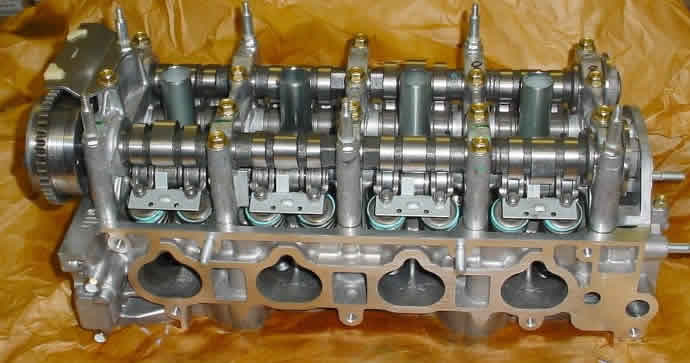
نمایی از ساختار سرسیلندر هوندا K20Z3. این موتور از سامانهٔ زمان‌بندی متغیر پیوسته برای سوپاپ‌های ورودی استفاده می‌کند.

سامانه زمان‌بندی متغیر (به انگلیسی: Variable Valve Timing) (مخفف انگلیسی: VVT) سامانه باز و بسته شدن سوپاپ‌ها در موتورهای درون‌سوز به صورت متغیر و متناسب با شرایط موتور است. سامانه زمانبندی متغیر فرایندی از تغییر زمان رفت و آمد سوپاپ‌ها و بیشتر برای بهتر شدن راندمان و کارایی، صرفه جویی در سوخت و خروج بهینه دود طراحی شده‌است. بیشتر این سامانه به همراه سامانه متغیر میزان باز شدن سوپاپ (طول یا اندازه‌ای که سوپاپ بیرون می‌آید) یا variable Valve Lift مخفف VVL به کار گرفته می‌شود. روش‌های بسیاری وجود دارد برای دستیابی به عملکرد این سامانه‌ها از جمله دستگاه‌های مکانیکی، تا الکترو-هیدرولیکها و سامانه‌های بدون میل سوپاپ. همچنین گفته می‌شود مقررات سخت گیرانه‌ای از سوی انجمن مهندسین مکانیک منتشر شده تا سازندگان خودروها و وسایل نقلیه موتوری ملزم به استفاده از این سامانه باشند.

## انگیزه طراحی
سوپاپ‌ها در انجین‌های درون‌سوز برای مکش سوخت، آتش، و برون دهی دود از سیلندر به کار برده می‌شوند. زمان‌بندی، مدت زمان و میزان طول باز و بست این سوپاپ‌ها تأثیر بسیار قابل توجهی روی کارایی و راندمان موتور دارد. بدون سامانه زمان‌بندی متغیر سوپاپ‌ها و سامانه متغیر میزان باز شدن سوپاپ‌ها، زمان‌بندی سوپاپ‌ها برای شرایط و سرعت دور موتور یا میل لنگ یکسان خواهد بود، از این رو سازش و همگام‌سازی لازم و ضروری خواهد بود. پیستون‌ها عموماً از سوپاپ‌هایی بهره می‌گیرند که با میل بادامک کنترل می‌شوند، همچنین میل بادامک نیرو و زمانبندی خود را از میل لنگ دریافت می‌کند که در برخی از موتورها به وسیلهٔ زنجیر در درون بلوک موتور و در نوع دیگری از موتورها با تسمه‌هایی که بیرون از بلوک موتور هستند به گردش در می‌آیند. میل بادامک، سوپاپ‌ها را برای زمان کوتاه و مشخص در چرخهٔ مکش سوخت و بیرون دهی دود باز می‌کند. همچنین مقدار باز بودن یا بسته بودن سوپاپ‌ها مهم است.

## زمانبندی پیوسته و گسسته
سامانه های اولیه زمانبندی متغیر از زمانبندی گسسته یا پلکانی سوپاپ ها استفاده می کردند،برای مثال یک نوع زمان بندی برای دور موتور کم تر از 3500rpm و زمانبندی دیگری برای دور موتور های بالا تر از 3500rpm استفاده می شود.
سامانه های پیشرفته تر "زمانبندی متغیر پیوسته سوپاپ ها" قابلیت تغییر زمانبندی سوپاپ ها به طور پیوسته را دارد .به زبان دیگر بی نهایت تنظیم مختلف برای زمانبندی سوپاپ ها وجود دارند که برای تمامی دور موتور ها مناسب اند (هر دور موتور خاص تنظیمات خاص مربوط به خود را دارد).

## تاثیرات انواع تغییرات در زمانبندی سوپاپ ها
(Late intake valve closing (LIVC
دیر بستن سوپاپ ورودی: 
اولین نوع زمانبندی متغیر پیوسته سوپاپ ها، سوپاپ ها رو به مقدار کمی طولانی تر از یک موتور معمولی باز نگه می دارد که این باعث می شود پیستون ها در چرخه ی فشرده سازی مقداری از هوا را به بیرون سیلندر فشار داده و موجب برگشت آن به ورودی هوا شوند. هوای برگشت پیدا کرده داخل منیفولد ورودی هوا را با فشار زیادتر پر می کند که باعث میشود هوای ورودی به موتور در چرخه مکش بعدی فشرده تر باشد. این کار نیروی مورد نیاز برای مکش هوا (Pumping Loss) را به اندازه 40 درصد کاهش داده و مصرف سوخت را تا 7 درصد بهبود می بخشد. همچنین با وجود کاهش تولید نیتریک اکسید (NOx) به میزان 24 درصد، تولید هیدروکربن بدون تغییر خواهد بود. همچنین گشتاور ماکسیمم موتور نیز تنها به اندازه 1 درصد کاهش خواهد یافت. 
(Early intake valve closing (EIVC
زود بستن سوپاپ ورودی:
روشی برای کاهش نیروی تلف شده برای مکش هوا در سرعت های پایین موتور به همراه خلاء زیاد است. در این روش سوپاپ های ورودی در نیمه ی چرخه مکش بسته می شوند . وقتی فشار روی موتور کم است هوا و سوخت مورد نیاز کم است به همین علت کار مورد نیاز برای پر کردن حجم سیلندر زیاد است پس زود بستن سوپاپ های ورودی هوا باعث کاهش نیروی مورد نیاز برای مکش می شود. تاثیرات این کار در فشار کاری کم بر روی نیروی تلف شده برای مکش، مصرف سوخت و تولیدات نیتریک اکسید مشابه با دیر بسته شدن سوپاپ هاست.
یکی از تاثیرات منفی ممکن در این روش این است که چون باعث کاهش زیاد دمای محفظه انفجار می شود می تواند تولید هیدرو کربن ها را افزایش دهد.
Early intake valve opening
زود باز کردن سوپاپ ورودی:
روش دیگری است که تاثیر زیادی در کاهش تولیدات آلاینده ها دارد. در یک موتور سنتی پروسه ای که Over Lap نام دارد برای کمک به کنترل دمای سیلندر استفاده می شود. با زود باز کردن سوپاپ های ورودی هوا ممکن است بعضی از گازهای در حال انفجار به منیفولد ورودی هوا بازگردانی شده و به صورت لحظه ای در انجا خنک شوند و در نهایت در چرخه مکش بعدی مجددا وارد سیلندر شوند. این پروسه به کنترل دمای سیلندر و تولید نیتریک اکسید و همچنین کاهش الودگی صوتی کمک میکند زیرا گازهای سمی کمتری از اگزوز خارج می شود. 
Early/late exhaust valve closing
دیر یا زود بستن سوپاپ اگزوز یا خروجی: 
این روش می تواند گازهای خروجی را دستکاری کند. در روش سنتی سوپاپ های اگزوز باز میشوند و گاز به وسیله ی پیستون که به طرف بالا در حرکت است به منیفولد اگزوز وارد می شود. مهندسین با دستکاری زمانبندی سوپاپ اگزوز می توانند مقدار گاز باقی مانده در سیلندر را کنترل کنند. با مقدار کمی بیشتر باز نگه داشتن سوپاپ می توان سیلندر را کاملا از گاز خالی کرده و آن را برای پر شدن با مقدار بیشتری از هوا و سوخت در چرخه بعدی آماده کرد. با زودتر بستن سوپاپ ها مقداری گاز در سیلندر باقی میماند که باعث افزایش بازده و بهبود مصرف سوخت می شود.